# ウキキ
ウキキは、日本の近畿地方の広域テレビ局、讀賣テレビ放送（ytv・読売テレビ）でかつて使用されていたマスコットキャラクター。8頭身のサルをイメージしている。

## 概要
- 2007年4月1日に、ytvの開局50周年（2008年）プロジェクト「ウキウキわくわくキャンペーン」の一環として、「テレビヤン」に代わるytvの3代目マスコットキャラクターとして誕生。同時に、局の愛称が開局以来使われた「よみうりテレビ」から「ytv・」に変更された。
- 「ytvウキウキたいそう」という体操が2007年4月2日放送の「情報ライブ ミヤネ屋」のエンディングでお披露目された。それ以後（正しくは2007年4月1日早朝の放送開始時から）、これは毎日の放送開始・終了時（フィラーの日テレNEWS24が放送される場合はその前後）に必ず放送されていたが、2009年1月以後は事実上OP/EDが廃止されたため放映されていない。
- 「ズームイン!!SUPER」のytvローカルパートでは「ウキウキズームイン」というミニコーナーがある。
- 「ウキウキわくわく ytv」のキャッチコピーと共にytvのスポットIDにも登場する。スポットIDは3秒版が4種類。15秒版が「ytvウキウキたいそう」の1種類。15秒版はジャンクション（局名告知）でも使われている。
- 同キャラクターのぬいぐるみは、「ミヤネ屋」や「なるトモ!」のセットにこっそり置かれている。
  - 「ミヤネ屋」では直立のままで頬杖をついた格好などあまり変化は見られないが、「なるトモ！」ではセットのベンチなどやマルチスクリーンの丸枠に括りついていたり、ハロウィンの時期はカボチャのおばけに胴体を噛み付かれている状態であったり、逆にウキキがカボチャのおばけをやっつけている様子を表したりと、動きに変化がつけられている（数日後にはこのふたつが仲良く隣同士に並ばれていた）。
- 同じ関西圏のテレビ局には、関西テレビ（カンテレ）の「ハチエモン」・朝日放送テレビ（ABCテレビ）（おはよう朝日です）の「おき太くん」「キュキュ」・毎日放送（MBS）の「らいよんチャン」・テレビ大阪（TVO）の「たこるくん」・サンテレビの「おっ!サン」といった強力なライバルがいる中で後発の「ウキキ」がどれだけ定着するのかが注目されている。
- 2007年8月16日の「ズームイン!!SUPER」の天気リレーに｢ウキキ｣が全国放送初登場。
- 2007年10月22日放送の「名探偵コナン」秋のミステリースペシャル（サブタイトル「テレビ局の悪魔」）にも｢ウキキ｣が登場している（「ズームイン!!SUPER」キャラクターの「ズーミン」と共演）。ちなみに出てきたセリフは「ウキウキわくわく YYY」だった（ウキキの声は、お笑いコンビ・サバンナの八木真澄が務めた）。
- 2007年12月1日より、ウキキの弟に当たり、ウキキより背が小さいキャラクター『ミニニ』が登場した。
- 2008年4月、「ミヤネ屋」の全国ネットに伴い前述のセットにこっそり置かれたぬいぐるみのほか、小道具にも使われるため同キャラクターの全国露出も激しくなった。
- 平日の夕方に、読売テレビのアナウンサーが教師役、ウキキ（着ぐるみ）が生徒役でアナウンサーが読売テレビ・日本テレビ系列の注目番組をウキキに教えるという『ウキキの教えて先生!』というタイトルの番宣スポットが放送されていた。学校の教室を模したセットには、読売テレビ・日本テレビ系列で放送される番組の番宣ポスターが貼られていた。
- 2018年4月、読売テレビは開局60周年を期に新たなマスコットキャラクター「シノビー」と「ニン丸」（いずれも忍者をモチーフにしたキャラクター）を発表。ウキキはシノビーに取って変わる形でマスコットキャラクターの役目を終えた。

## プロフィール
- いつもウキウキわくわくしている性格。
- 性別は男・年齢は不明。
- 居住地はYTVの本社があるOBP界隈だが、出生地は解明されていない。
- 特技は体操。苦手なのはおしゃべり。
- 読売テレビアナウンサーの川田裕美や吉田奈央や林マオの女子アナ三姉妹と仲が良い。